# Ilzat Akhmetov
Ilzat Toglokovitch Akhmetov (en russe : Ильзат Тоглокович Ахметов) est un footballeur international russe d'origine ouïgoure né le 31 décembre 1997 à Bichkek au Kirghizistan. Il évolue au poste de milieu de terrain au Krylia Sovetov Samara, en prêt du Zénith Saint-Pétersbourg.

## Biographie

### Jeunesse et formation
D'origine ouïgoure, Akhmetov naît à Bichkek au Kirghizistan. Durant sa jeunesse, il intègre les équipes de jeunes du club local de l'Alga avant de déménager à Togliatti en 2009 pour entrer à l'académie de football Iouri Konopliov à l'âge de 11 ans. Après quatre années passées à l'académie, il intègre les équipes de jeunes du Rubin Kazan en 2014.

### Carrière de joueur
Akhmetov fait ses débuts en équipe première à l'âge de 16 ans et huit mois à l'occasion du seizième de finale de Coupe de Russie face au Luch-Energia Vladivostok le 24 septembre 2014, devenant le plus jeune joueur de l'histoire du Rubin Kazan,. Il fait ses débuts en championnat un mois plus tard face au Mordovia Saransk.
Principalement utilisé dans les équipes de jeunes, il effectue en tout dix apparitions pour sa première saison et apparaît sporadiquement lors des saisons suivantes, qui incluent notamment ses débuts en coupe d'Europe à l'occasion d'un match de Ligue Europa face à Liverpool le 5 novembre 2015.
Akhmetov rompt son contrat avec le Rubin à l'issue de la saison 2017-2018 et prend part à la préparation du Zénith Saint-Pétersbourg lors du mois de juin 2018. Il s'engage finalement avec le CSKA Moscou un mois plus tard dans le cadre d'un contrat de quatre ans. Ses performances durant l'année 2018 lui valent d'être nommé meilleur espoir de Russie à l'issue de l'année, succédant à son coéquipier Fyodor Chalov.
Il inscrit son premier but professionnel le 1er septembre 2019 contre l'Arsenal Toula lors de la huitième journée du championnat russe 2019-2020 pour une victoire 2-1.
Le 10 juin 2022, le CSKA Moscou annonce le départ d'Akhmetov à l'issue de son contrat. Il rejoint le mois suivant le FK Krasnodar où il signe pour deux ans.

### Carrière internationale
Akhmetov évolue avec les équipes de jeunes de la sélection russe depuis 2014, disputant dix matchs avec les moins de 18 ans puis cinq avec les moins de 19 ans, chaque fois sous les ordres de Sergueï Kiriakov. Il intègre l'équipe des espoirs en mars 2017 et prend part à la fin de la campagne de qualification à l'Euro espoirs 2019, inscrivant un but contre la Macédoine.
Ses performances en club lui valent d'être appelé par Stanislav Tchertchessov en sélection A en novembre 2018 dans le cadre du match amical face à l'Allemagne et du dernier match de la Ligue des nations contre la Suède. Il est cependant obligé de déclarer forfait en raison d'une blessure. Il est ensuite rappelé à nouveau au mois de mars 2019 et connaît à cette occasion ses deux premières sélections face à la Belgique et au Kazakhstan dans le cadre des éliminatoires de l'Euro 2020, étant titularisé lors des deux rencontres.

## Vie personnelle

### Religion
lzat Akhmetov se décrit comme un musulman pratiquant, observant le jeûne (saoum) du mois de Ramadan, accomplissant les cinq prières quotidiennes et ne mangeant que de la nourriture licite (halal). Dans un entretien accordé à Sport24 en 2019, il déclare vouloir accomplir le grand pèlerinage (hajj)  à La Mecque.

## Statistiques en club
| Saison                | Club                  | Championnat           | Championnat | Championnat | Coupe(s) nationale(s) | Coupe(s) nationale(s) | Compétition(s) continentale(s) | Compétition(s) continentale(s) | Compétition(s) continentale(s) | Total | Total |
| Saison                | Club                  | Division              | M.          | B.          | M.                    | B.                    | Comp.                          | M.                             | B.                             | M.    | B.    |
| 2014-2015             | Rubin Kazan           | D1                    | 9           | 0           | 1                     | 0                     | -                              | -                              | -                              | 10    | 0     |
| 2015-2016             | Rubin Kazan           | D1                    | 3           | 0           | 1                     | 0                     | C3                             | 2                              | 0                              | 6     | 0     |
| 2016-2017             | Rubin Kazan           | D1                    | 12          | 0           | 3                     | 0                     | -                              | -                              | -                              | 15    | 0     |
| 2017-2018             | Rubin Kazan           | D1                    | 3           | 0           | -                     | -                     | -                              | -                              | -                              | 3     | 0     |
| Sous-total            | Sous-total            | Sous-total            | 27          | 0           | 5                     | 0                     | -                              | 2                              | 0                              | 34    | 0     |
| 2018-2019             | CSKA Moscou           | D1                    | 26          | 0           | -                     | -                     | C1                             | 4                              | 0                              | 30    | 0     |
| 2019-2020             | CSKA Moscou           | D1                    | 21          | 2           | 3                     | 2                     | C3                             | 6                              | 0                              | 30    | 4     |
| 2020-2021             | CSKA Moscou           | D1                    | 14          | 0           | 3                     | 1                     | C3                             | 5                              | 0                              | 22    | 1     |
| 2021-2022             | CSKA Moscou           | D1                    | 20          | 1           | 2                     | 1                     | -                              | -                              | -                              | 22    | 2     |
| Sous-total            | Sous-total            | Sous-total            | 81          | 3           | 8                     | 4                     | -                              | 15                             | 0                              | 104   | 7     |
| 2022-2023             | FK Krasnodar          | D1                    | 27          | 2           | 13                    | 2                     | -                              | -                              | -                              | 40    | 4     |
| 2023-2024             | FK Krasnodar          | D1                    | 15          | 2           | 6                     | 1                     | -                              | -                              | -                              | 21    | 3     |
| Sous-total            | Sous-total            | Sous-total            | 42          | 4           | 19                    | 3                     | -                              | -                              | -                              | 61    | 7     |
| Total sur la carrière | Total sur la carrière | Total sur la carrière | 150         | 7           | 32                    | 7                     | -                              | 17                             | 0                              | 199   | 14    |

## Palmarès

### En club
| CSKA Moscou - Supercoupe de Russie - Vainqueur en 2018 |

### Distinctions personnelles
- Meilleur jeune joueur de Russie en 2018[15].